# Laagyl
Laagyl är en sjö i Bromölla kommun i Skåne och ingår i Skräbeåns huvudavrinningsområde.